# Лисафин, Семён Александрович
Семен Александрович Лисафин (1 октября 1940 года, Башкирская АССР, СССР — 15 июня 2002 года, Минск, Беларусь) — советский борец вольного стиля и самбист. Заслуженный тренер Белорусской ССР. 

## Биография
Родился 1 октября 1940 года в Башкирской АССР. Тренировался под руководством В.М.Сенько в Вооруженных Силах и СДСО «Буревестник». 
Окончил Белорусский государственный институт физической культуры в 1971 году. В 1978-2002 годах работал тренером РШВСМ (Минск). Был государственным тренером Белорусской ССР и ЦС СДСО «Буревестник» по вольной борьбе, старшим тренером сборной Республики Беларусь по самбо. Был преподавателем кафедры спортивной борьбы Белорусского государственного института физической культуры.

## Спортивные результаты
- Чемпионат СССР по вольной борьбе 1964 —
- Чемпионат СССР по самбо 1964 —
- Чемпионат СССР по вольной борьбе 1971 —

## Память
В Минске на базе БГУФК проводится турнир по вольной, греко-римской борьбе и самбо памяти заслуженных тренеров СССР и БССР Михаила Мирского, Болеслава Рыбалко, Павла Григорьева, Семёна Лисафина.